# Better Now
«Better Now» (en español: Mejor Ahora) es una canción del rapero estadounidense Post Malone de su segundo álbum de estudio, Beerbongs & Bentleys (2018). Fue escrita por Malone, Billy Walsh, Louis Bell y Frank Dukes, con la producción a cargo de estos dos últimos. La canción fue lanzada en la Contemporary hit radio del Reino Unido el 25 de mayo de 2018 y en la de EE. UU. el 5 de junio de 2018, como el quinto y último sencillo del álbum.
Alcanzó el top 10 de las listas musicales en Estados Unidos, Reino Unido, Australia, Irlanda y Nueva Zelanda. La canción fue nominada a la categoría de Mejor Interpretación Pop Solista en la 61ª Edición Anual de los Premios Grammy.

## Música y grabación
En una entrevista con Pitchfork, el productor Frank Dukes reveló información sobre la creación de la canción, afirmando que fue creada a partir de fragmentos existentes de otras sesiones de estudio con Malone. La melodía de la canción fue escrita primero, pero sin palabras, junto con un ritmo y un gancho completamente diferentes. Para ellos, el ritmo no encajaba con la melodía y su gancho resultaba "incómodo". El ingeniero vocal Louis Bell recordó entonces un fragmento no utilizado de una sesión antigua, que era el estribillo de la canción. Reemplazó el viejo gancho de la canción y Dukes reescribió una nueva pista de acompañamiento en la guitarra, inspirándose en la banda estadounidense Weezer.
"Better Now" es descrita como una canción pop. La canción está escrita en la tonalidad de si ♭ mayor y sigue un tempo de 150 pulsaciones por minuto.

## Listas de éxitos
"Better Now" debutó en el top 10 en varios países, incluido el número uno en Noruega, el número siete en los Estados Unidos y el número seis en el Reino Unido, convirtiéndose en su tercer top 10 en este último país. El sencillo se convirtió en su quinto éxito entre los 10 primeros en Australia, alcanzando el número dos. Alcanzó el puesto número 3 en Estados Unidos en la lista Billboard Hot 100.
Taylor Swift elogió la canción, especialmente su gancho, mencionándole a Malone además como le hubiera gustado a ella escribir la canción.

## Vídeo musical
El video musical de "Better Now" se estrenó el 5 de octubre de 2018. 